# Caloplaca conversa
Caloplaca conversa är en lavart som först beskrevs av Kremp., och fick sitt nu gällande namn av Jatta. Caloplaca conversa ingår i släktet orangelavar och familjen Teloschistaceae.  Arten är reproducerande i Sverige. Inga underarter finns listade i Catalogue of Life.